# 北村 (北海道)
北村（きたむら）は、北海道空知支庁管内中部にあった村。農業で栄えた。
2006年（平成18年）3月27日、栗沢町とともに岩見沢市に編入合併された。

## 地理
空知支庁中部に位置、石狩川の東岸（左岸）に位置する。
北村全体は山地や丘陵などが全く見られない坦々たる平地である。最高点は赤川開拓団地奥の標高14.8メートル、最低点は砂浜の9メートルで、その高低差は5.8メートルに過ぎない。
- 河川: 石狩川、旧美唄川、新赤川、旧赤川、幾春別川、大願川、片倉川[4]
- 湖沼: 本田沼、共栄沼、蛇沼、日野沼、鏡沼、中沼、三日月沼、大沼、長沼、猫沼、蓴菜沼（）[4]

### 隣接していた自治体
- 空知支庁
  - 岩見沢市
  - 美唄市
  - 樺戸郡：月形町
- 石狩支庁
  - 江別市
  - 石狩郡：新篠津村

## 村名の由来
1893年に同地にて農場を開設した北村雄治の「北村」から村名が採られた。
村内の地名は、北海道内の他市町村と比較して、アイヌ語に由来するものが非常に少ない。理由としてはアイヌの定住者がいなかったことと、土地があまりにも平坦で特徴に乏しかったことが考えられる。

## 沿革
- 1883年 - 札幌から来た滝本嘉助が樺戸集治監看守として初の入植。
- 1893年 - 山梨の北村雄治が北村農場を開設[5]。
- 1900年 - 空知郡岩見沢村（現岩見沢市）から分村。
- 1919年 - 二級町村制。
- 2006年3月27日 - 岩見沢市へ編入[1]。

## 北村の地質
石狩川や美唄川の沿岸は沖積層であり、土地が肥沃なことから、最初に開拓が着手された。
川から遠ざかるにつれて土質は半泥炭となり、岩見沢に近づくほど泥炭層が厚くなって、低位泥炭地から高位泥炭地に移行する。
泥炭地の面積は約6000ヘクタールで、村内の約6割を占めていた。

## 姉妹都市・提携都市
- 山梨県南アルプス市（旧若草町） 開拓功労者北村雄治の出身地

## 経済
基幹産業は農業（稲作）。

## 教育
- 中学校
  - 岩見沢市立北村中学校（旧・北村立北村中学校）
- 小学校
  - 岩見沢市立北村小学校（旧・北村立北村小学校）

## 交通

### バス
- 北海道中央バス

### 道路
- 都道府県道
  - 主要道道
    - 北海道道6号岩見沢月形線
    - 北海道道81号岩見沢石狩線
    - 北海道道139号江別奈井江線

  - 一般道道
    - 北海道道275号峰延月形線
    - 北海道道687号美唄達布岩見沢線
    - 北海道道1121号月形幌向線

## 施設・名所・旧跡・観光スポット・祭事・催事

### 社会教育施設等
- 北村中央公民館
- 豊正地区公民館
- 豊里地区公民館
- 共栄地区公民館
- 幌達布地区公民館
- 赤川地区公民館
- 東地区公民館
- 豊里地区コミュニティーセンター
- 美唄達布地区コミュニティーセンター
- 砂浜地区コミュニティーセンター
- 北村農村環境改善センター
- 北村農業者トレーニングセンター
- 北村温水プール
- 北村野球場
- 北村多目的体育館「土里夢」
- 東地区自然体験宿泊学習館「ぱる」
- 北村農業資料館
- 啄木の歌碑と鹿子百合の碑

### 公共施設等
- 北村高齢者福祉センター「えみる」
- 北村休養施設「やすらぎ温泉」
- 北村上水道配水池
- 北村農業技術拠点施設
- 北村農業試験圃
- 北村農業加工研究センター
- 北村農業廃棄物処理施設
- 北村農業集落排水処理施設
- 北村米感想調整施設「きたむら」

### 保育所
- 中央保育所
- 幌達布保育所（2021年度から休所、2023年度末で廃止[7]）
- 豊正保育所
- 東保育所

### 公園
- 森森ヘルシー公園
- ヘラブナ公園
- ふれあい公園

### 産業
- いわみざわ農協北村支所
- いわみざわ農協大富支所
- 北村商工会
- 北村赤川鉱山

### 郵便局・消防・警察
- 北村郵便局
- 岩見沢地区消防事務組合北支署
- 岩見沢警察北村警察駐在所

### その他
- 空知鉄道

## 出身の有名人
- 五十嵐三津雄（KDDI顧問、元郵政事務次官）
- 大原義行（元全日本自治団体労働組合委員長）
- 奥岡茂雄（美術評論家、元札幌芸術の森美術館館長）
- 石津幸恵 (テニス選手)